# Emile Heskey
Emile William Ivanhoe Heskey (n. Leicester, Inglaterra, 11 de enero de 1978) es un exfutbolista inglés que se desempeñaba como delantero y su último club fue Bolton Wanderers de la Football League Championship de Inglaterra.

## Trayectoria

### Leicester City
Heskey empezó su carrera en el equipo de su ciudad, el Leicester City, hace su debut en liga en el año 1995, frente al Queens Park Rangers, con 17 años. En la temporada 1995-1996, Heskey ya deja el Filial del Leicester, y comienza su carrera como futbolista, ya en el primer equipo. Juega 30 partidos, y es una pieza clave en el ascenso de su equipo a la Primera División Inglesa, la FA Premier League. También destacamos, que marcó su primer gol como futbolista, frente al Norwich City.
En la temporada 1996-1997, Heskey disputa su primera temporada en la Premier League, disputó 35 partidos, y anotó 10 goles. En esa temporada, marcó el gol que le valió a su equipo ganar la Football League Cup de 1997, frente al Middlesbrough. Tottenham Hotspur, y Leeds United, son dos de los equipos que se interesan por Heskey, pero su mánager declina las ofertas. En 1998-1999, Heskey forma un dúo maravilloso junto a Tony Cotee. En la temporada 2000-2001 Heskey vuelve a ganar la League Cup frente al Tranmere Rovers.

### Liverpool FC
Heskey firmó con el Liverpool FC en mayo del año 2000 por 11 millones de libras, todo un récord en el club Red. El entrenador, Gérard Houllier, depositó en el toda su confianza, pese a que la prensa consideraba el fichaje demasiado caro y arriesgado, debido a su juventud y a que no se había consolidado como un gran goleador

### Birmingham City
En la temporada 2005-2006, Heskey firma por 3.5 millones de Libras. Debutó con el Birmingham, frente al Porsmouth, 1-1 finalizó el partido. Estuvo dos temporadas en Birmingham, asediado con constantes problemas de lesiones, acabando con unos datos de 78 partidos y 16 goles, además de ser "club's Player's Player of the Season" y "Fan's Player of the Season" siendo máximo goleador con 11 goles y ganando el premio a mejor jugador del partido en 16 ocasiones durante su primera temporada.

### Wigan Athletic
En la temporada 2006-2007, Heskey firma con el Wigan Athletic, que en aquel entonces era un equipo modesto recién ascendido a la Premier League, por 15,5 Millones de Libras. En el mes de agosto de 2006, Heskey debuta con el Wigan Athletic, frente al Newcastle United. El partido finaliza 2-1 favorable a los Magpies. Las coincidencias quisieron que Heskey marcara su primer gol con el Wigan, el día que cumplió 500 partidos en la Premier, frente al Reading Football Club el 26 de agosto. En esa temporada su presencia fue vital para el equipo, el equipo podía presumir de tener un gran delantero, y el marcó 8 goles aquella temporada. Y Wigan realizó una muy buena temporada, quedando no muy lejos de los puestos de UEFA. Lo más duro llega ahora, cuando Heskey, está fuera por una lesión en el metatarsiano.

### Aston Villa
Tras su paso por el Wigan, Heskey volvió a Birmingham, pero en esta ocasión para jugar en el Aston Villa, que se hizo con los servicios del jugador en enero de 2009, pagando una cantidad ligeramente superior a los 9,5 millones de euros.
Pronto el Aston Villa vio como amortizaba el dinero pagado por el delantero inglés, ya que ante la lesión de Carew el entrenador decidió darle la titularidad y tan sólo a los 11 minutos de partido, Heskey hacía estallar de alegría los aficionados del Aston Villa al hacer un auténtico gol, y devolviendo de este modo la confianza otorgada al entrenador.

## Selección nacional
Ha sido internacional con la Selección de fútbol de Inglaterra en 62 ocasiones en las que ha anotado 7 goles. Heskey comenzó, como pareja atacante junto a Michael Owen, ya desde que jugaban con Inglaterra Sub-18, incluso quedaron terceros en el Campeonato Europeo celebrado en Francia. Debutó con Inglaterra , en febrero de 1998, frente a Chile, e incluso marcó un gol en ese partido. Su debut con la selección absoluta fue un año más tarde, frente a la Selección de Hungría, el por aquel entonces entrenador Glenn Hoddle, confió en él, y le hizo disputar minutos, el resultado fue de 1-1.
En la Copa Mundial de Fútbol de 2002 disputada en Corea del Sur y Japón, Heskey hace un mal juego, al no estar en su posición habitual en el campo, no ayuda mucho a su selección que cae en cuartos de final del torneo. Después de ese batacazo, el entrenador Sven-Göran Eriksson estaba en una encrucijada, porque no podía asegurar resultados óptimos, con Heskey en la selección, y además, el joven Wayne Rooney, de una calidad infinita, venía haciendo un gran fútbol y se merecía un puesto en el Equipo Nacional. Y ahí acabó por un tiempo su etapa en la selección, incluso algunos compañeros, elogiaban a Rooney, y despreciaban el trabajo del veterano Heskey.
Pero en el año 2007, en la Clasificación para la Eurocopa del 2008 que se disputaría en Austria y Suiza, el entrenador Steve McClaren, volvió a llamar al delantero, etapa en la que algunos periodistas ingleses, la bautizaron como su segunda juventud. Tras disputar varios partidos de clasificación, terminó siendo convocado para el mundial de Sudáfrica en 2010, logrando una asistencia en cuatro partidos disputados. Finalmente, se retiraría de la selección inglesa ese mismo año.

### Participaciones en Copas del Mundo
| Mundial                        | Sede                  | Resultado   |
| ------------------------------ | --------------------- | ----------- |
| Copa Mundial de Fútbol de 2002 | Corea del Sur y Japón | 4° de final |
| Copa Mundial de Fútbol de 2010 | Sudáfrica             | 8° de final |

## Clubes
| Club                  | País       | Año         |
| --------------------- | ---------- | ----------- |
| Leicester City        | Inglaterra | 1996 – 2000 |
| Liverpool FC          | Inglaterra | 2000 – 2004 |
| Birmingham City       | Inglaterra | 2004 – 2006 |
| Wigan Athletic        | Inglaterra | 2006 – 2009 |
| Aston Villa           | Inglaterra | 2009 – 2012 |
| Newcastle United Jets | Australia  | 2012 - 2014 |
| Bolton Wanderers      | Inglaterra | 2014 - 2016 |

## Palmarés

### Campeonatos nacionales
| Título              | Club           | País       | Año       |
| ------------------- | -------------- | ---------- | --------- |
| Football League Cup | Leicester City | Inglaterra | 1996/1997 |
| Football League Cup | Leicester City | Inglaterra | 1999/2000 |
| Football League Cup | Liverpool FC   | Inglaterra | 2000/2001 |
| FA Cup              | Liverpool FC   | Inglaterra | 2000/2001 |
| Charity Shield      | Liverpool FC   | Inglaterra | 2001      |
| Football League Cup | Liverpool FC   | Inglaterra | 2002/2003 |

### Copas internacionales
| Título              | Club         | País       | Año       |
| ------------------- | ------------ | ---------- | --------- |
| Supercopa de Europa | Liverpool FC | Inglaterra | 2001      |
| Copa de la UEFA     | Liverpool FC | Inglaterra | 2000/2001 |

## Vida privada
Es tío segundo del futbolista español Mateo Joseph.